# 2000 dans les chemins de fer
Chronologie des chemins de fer
1999 dans les chemins de fer - 2000 - 2001 dans les chemins de fer

## Évènements

### Janvier
- 29 janvier. Italie : inauguration de la gare de Rome-Termini après d'importants travaux de modernisation effectuée par Grandi Stazioni, filiale des Ferrovie dello Stato.
- 30 janvier. France : réouverture de la gare d'Hettange-Grande

### Février
- 6 février. Allemagne : le déraillement d'un train à Brühl, près de Cologne, fait huit morts et 149 blessés. L'accident serait dû au non-respect de la signalisation.

### Mars
- 1 mars. France, Moselle : Le trafic voyageur de la section de Berthelming à Sarre-Union de la ligne de Sarrebourg à Sarreguemines via Berthelming est abandonné, et est remplacé par une desserte routière reliant Sarrebourg - Berthelming à Sarre-Union.
- 31 mars. France-Belgique : Air France décide d'abandonner la ligne Paris-Bruxelles et de transférer les clients de ses cinq vols quotidiens sur Thalys.

### Mai
- 28 mai.  Suisse :   Inauguration de la prolongation de 450 m de la ligne Lausanne – Bercher jusqu'à la gare de Lausanne-Flon[1].
- 28 mai. Pays-Bas-Italie : mise en circulation de l'Overnight Express, train de nuit mixte, voyageurs et marchandises, qui relie Amsterdam à Milan.

### Juin
- 1er juin. Italie : le réseau ferroviaire italien est ouvert à la concurrence, les nouveaux exploitants devant obtenir une licence d'entreprise ferroviaire. Les chemins de fer de l'État, Ferrovie dello Stato filialisent leurs activités de transport en créant Trenitalia.

- 5 juin. France : une rame Eurostar circulant à 250 km/h déraille sans se coucher près d'Arras par suite d'un défaut du matériel (une bielle de réaction s'est détachée sur le bogie arrière de la motrice de tête). Quatre bogies sur 24 sont sortis de la voie, seuls quelques dégâts matériels sont constatés.

- 13 juin. France : inauguration de la gare TGV du Futuroscope, près de Poitiers.

- 15 juin. France : électrification de la ligne Plouaret - Lannion (25 000 V-50 Hz)

- 20 juin. France-Italie : Alstom prend le contrôle de Fiat Ferroviaria, filiale ferroviaire du constructeur automobile italien, spécialiste des trains pendulaires.

### Juillet
- 1er juillet. Danemark-Suède : inauguration du lien fixe de l'Oresund. Long de 16 km, cet ouvrage mixte rail-route combine un pont de 8 km, un tunnel de 3,5 km et une île artificielle de 4 km.

### Août
- 17 août. Suisse : accord entre les CFF et le BLS, sous la tutelle respectivement de la Confédération suisse et du Canton de Berne, les premiers se réservant le trafic national et le second le trafic local autour de Berne.

- 30 août. France/Métro de Paris : déraillement de Notre-Dame-de-Lorette - La voiture de tête d'un MF 67 se renverse entre Saint-Georges et Notre-Dame-de-Lorette, glisse pendant 15 secondes sur 134 mètres et vient s'encastrer dans le nez du quai de la station suivante. L'accident ne fait que 24 blessés légers.

### Septembre
- 4 septembre. France : mise en service du prolongement de la ligne B du métro de Lyon entre Jean Macé et Stade de Gerland.

- 15 septembre. France : apparition du nouveau logo TGV au graphisme épuré et fluide, et du slogan qui l'accompagne : « prenez le temps d'aller vite ».

### Octobre
- 17 octobre. Grande-Bretagne : le déraillement d'un train de la compagnie Great North Eastern Railway près de Hatfield (au nord de Londres) fait 4 morts et 34 blessés. La responsabilité de l'accident est attribuée à Railtrack, responsable de l'entretien de la voie, un rail ayant cassé au passage du train.

- 28 et 29 octobre. Grande-Bretagne : Railtrack réquisitionne 20 000 cheminots pour faire une vaste inspection du réseau ferroviaire britannique. Il s'agit de lever nombre de ralentissements imposés depuis une série d'accidents et qui perturbe fortement l'exploitation des compagnies.

### Novembre
- 11 novembre. Autriche : catastrophe du funiculaire de Kaprun. L'incendie d'une rame immobilisée dans un tunnel fait 160 morts.

- 16 novembre. États-Unis : mise en service d'Acela, train rapide sur la liaison Washington-New York-Boston. Ce train dérivé du TGV français atteint une vitesse commerciale de 241 km/h sur certains tronçons d'une infrastructure classique.

- 20 novembre. France : Inauguration du nouveau tramway d'Orléans.

- 25 novembre. France : travaux sur la ligne à grande vitesse Paris-Lyon pour installer le système de transmission voie-machine TVM 300 qui permet de réduire à 4 minutes (au lieu de cinq) l'intervalle entre trains successifs, et porter à 300 km/h la vitesse limite de la ligne (au lieu de 270).

### Décembre
- Décembre. Estonie : la compagnie britannique GB Railways reprend pour 639 000 euros la compagnie Edelaraudtee implantée dans l'Est du pays.

- 3 décembre. France : Ouverture de la Gare de la Bibliothèque François Mitterrand et fermeture de la Gare du boulevard Masséna.

- 15 décembre. Allemagne-Danemark : Railion, filiale de la Deutsche Bahn acquiert DSB Gods, branche marchandises des chemins de fer danois. À l'issue de cette opération, le capital de Railion se répartit ainsi : DBAG : 92 %, DSB : 2 % et NS : 6 %.

- 18 décembre. France : inauguration du tramway de Lyon. Les deux lignes, 18,7 km, seront mises en service le 2 janvier 2001.